# 三邊堂
23°58′56″N 120°40′51″E / 23.982334°N 120.680795°E
三邊堂，俗稱雞胗厝、雞腱厝、雞肫厝，是位於臺灣南投縣草屯鎮敦和里的李姓祠堂，有因建造者吃不到雞砂囊而畫船詛咒的傳說。

## 建物
草屯李氏為來臺祖李元光與李元欽兄弟的後裔，共有七大房。至乾隆時，李元光派下富甲一方，其三房李三邊在嘉慶十二年（1807年）在草屯鎮敦和路40號現址蓋下三邊堂，歷三年完成。
據草鞋墩協會對草屯古建物調查，鎮內現存最早的建築彩繪為三邊堂正廳彩繪，用色與設圖明顯不同於其他傳統建築，顯現昔日的官宦氣派。在全盛時期此祖祠土地廣達二公頃餘，隨家族衰敗，土地變賣遷出，僅存四分地。像草鞋墩遺址的原地主李豐緒就有一甲多的地，後隨耕者有其田放給各佃農。今古厝只剩下頹毀的門樓與正廳。在1995年報導時，已寫房內蛛網密結、塵灰滿地，花園堆置散落著雜物，難尋昔日風光。
九二一地震後，文建會僅以挹注十萬元修復此建物，因經費不足而停擺。

## 傳說
李三邊的後裔李竹木從其祖母與舅公聽了為何自己家族會衰敗的傳說：相傳在敦和里建造三邊堂的唐山師傅以嗜吃雞胗聞名，祖先每日殺一隻雞款待他與徒弟，但因擔心雞胗被其徒弟吃掉，特地烘乾保留。但唐山師誤會，就在屋樑上畫一艘船頭朝外的大船，要讓李家衰敗。當大宅竣工，他準備返鄉，才獲得一大袋累積下來的雞胗，讓他在路上食用，這時才發現自己誤會，所幸徒弟感念吃得好，也偷畫了船頭向內的小船，讓李家不致快速衰落。之後，三邊堂遂有「雞胗厝」之稱，「大船載出、小船載入」故事也不脛而走。大宅落成後不安寧，晚上常見三位紅衣人出沒。後一位唐山來的楊姓大官借住大宅時見此異象，用筆擲紅衣，頓時屋樑掉下三塊捲曲木屑。祖先為了壓運，遂求助張天師，途中通過張天師三番二次考驗後，才求得犁頭符帶回安奉至大廳上，從此一度安無事。後來有位族人為治豬瘟，將犁頭符拆下，且不慎掉到豬糞中，符令立即變成一把犁頭，當晚族人無故拿刀砍斷自己拆符的手。之後，家人將斷手浸泡石灰加以保存，等那位族人往生後才一併置入棺木中安葬。
戶籍設在此的李換揚，所講述的故事版本則是喚為「雞腱厝」。為振興九二一重建區的觀光產業與農業，農委會將此建築列為景點，以「雞肫厝」稱呼。
大三鬮林宅的傳說則是結局相反，徒弟所画的向内的船更大。